# Kobza

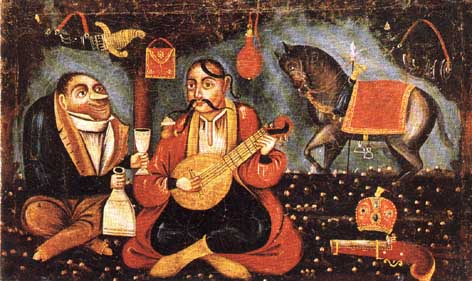
Kozak Mamai tocant una kobza

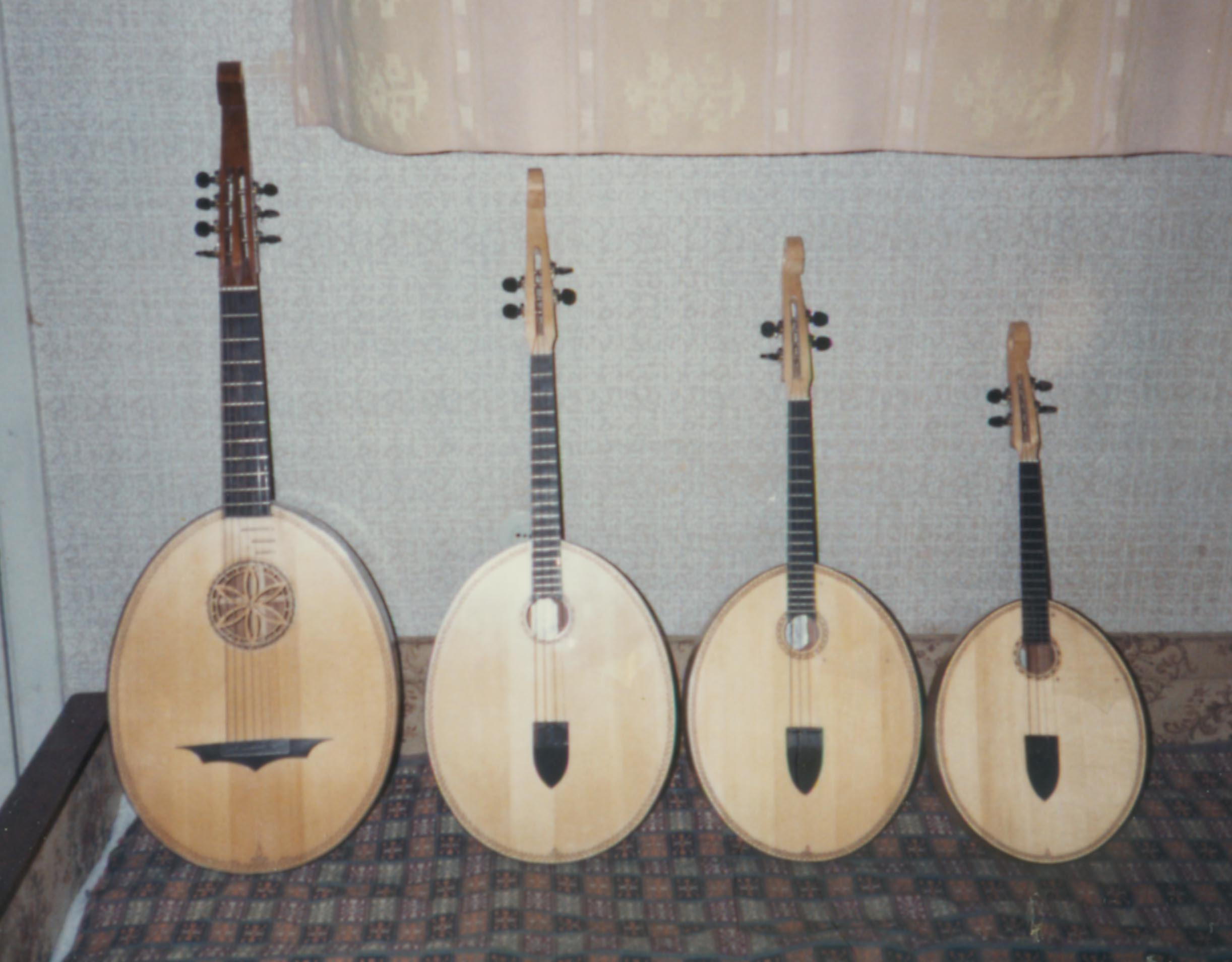
Kobza orquetales realitzades per Mykola Prokopenko

El terme kobza denomina diversos instruments musicals de l'Est d'Europa.
- Classificació Hornbostel-Sachs número 321.32-5:
  - La kobza (en ucraïnès: кобза) és un instrument de corda tradicional d'Ucraïna, de la família del llaüt, i més específicament emparentat amb la mandola centreeuropea.
  - La cobza o cobsa és també un tipus de llaüt popular de quatre cordes triples, que es troba principalment en quintes igual que la mandolina. A Hongria el mateix instrument es diu koboz. Tots dos en l'actualitat són molt rars.

- Classificació Hornbostel-Sachs número 321321-5+6:
  - La kobza va ser un terme per a un llaüt regional usat pels músics de la cort de l'Europa central i de l'Est, que no seria pròpiament una kobza. (En aquest grup es troba en hongarès koboz.)
  - Un terme utilitzat per a les gaites i ocasionalment per a la viola de roda a l'est de Polònia, Belarús i Volinia a Ucraïna.
  - El terme kobza es va usar també com a sinònim de bandura al segle xix i principis del xx a Ucraïna.

## Etimologia
El terme kobza és esmentat per primera vegada en les cròniques poloneses de 1331, però es té coneixement que existia amb anterioritat en aquests territoris, i fins i tot abans a Ucraïna, com un instrument en forma de llaüt, remuntant-se al segle vi, portat pels protobúlgars, o també una mica més tard amb els polovetsians i jàzars. El terme té origen turc: kobyz o jomus. L'instrument popular de corda va adquirir popularitat al segle xvi, amb l'adveniment de l'Hetmanat Cosac.
La kobza era normalment interpretada per un bard anomenat kobza (en algunes ocasions, en temps més antics, va ser anomenat  kobeznik), que acompanyava en la recitació dels poemes èpics ucraïnesos anomenats duma.
La kobza es va extingir a principis del segle xx. Actualment hi ha un renaixement de la interpretació de la kobza a Ucraïna a causa dels esforços del Gremi Kobza de Kíev i Khàrkiv.
La kobza és moltes vegades anomenada en les fonts històriques com a bandura (del llatí Pandur, del polonès medieval  barduny, una mena de llaüt). La intercanviabilitat de termes va existir fins a 1900. De vegades se li deia bandura starovitska (desenvolupada després de 1800), com bandura pròpiament dita, però se la continuava anomenant kobza entre el poble pla.

## Tipus de kobza ucraïneses
- Kobza Veresai, usualment referida com a l'autèntica kobza tradicional, amb sis fines cordes tensades a la part davantera de l'instrument, es toca amb la mà esquerra pressionant les cordes amb el pont, de manera que pugui o no vibrar.
- Kobza orquestral, amb quatre cordes afinades en quintes usant ponts que li donen aparença de violí. Es fan de diferents grandàries, en prima (soprano), alt, tenor i contrabaix.
- Kobza d'acompanyament: usualment amb sis o set cordes tocades amb una pua. La versió de sis cordes utilitza l'afinament de la guitarra. La versió de set cordes fa servir la de la guitarra russa (d'acord G obert).

El renaixement de la kobza es veu dificultat per la completa absència d'exemplars en els museus. Tota l'evidència n'és enterament iconogràfica.